# Siège de Naples (1528)
Guerre de la Ligue de Cognac
Batailles
- Rome
- Naples
- Landriano
- Florence
- Gavinana

Le siège de Naples désigne un siège de la ville italienne de Naples qui a eu lieu en 1528, pendant la guerre de la Ligue de Cognac. 

## Le siège
En avril 1528, le commandant français Odet de Foix assiège la ville de Naples tandis que le neveu d'Andrea Doria, Filippino organise un blocus naval de la ville. Le site du camp français est désormais occupé par le cimetière des 366 fosses. Vers la fin du mois d'avril, le gouverneur de Naples Hugues de Moncade a été tué par deux arquebusiers et jeté à la mer lors d'une tentative de franchissement du blocus naval afin d'atteindre le golfe de Salerne. Pendant la bataille Alfonso III d'Avalos a été capturé. Il a joué un rôle décisif dans les négociations ultérieures pour la défection de Doria. Charles Quint a nommé comme gouverneur Philibert de Chalon en remplacement de Moncada. 
Le 22 mai, Orazio di Giampaolo Baglioni et ses Bande Nere ont été pris en embuscade par une escouade de Lansquenets près de la rivière Sebeto, Baglioni étant tué par un coup de lance. Le 4 juillet, Doria lève le blocus naval après que la république de Gênes eut changé d'allégeance au profit du Saint-Empire romain germanique en échange de la libération et de l'assujettissement de la Savoie à son profit. À l'été 1528, Odet de Foix détruit l'aqueduc de Bolla pour tenter d'affamer la garnison de Naples. Cependant, cela a transformé les zones environnantes en un vaste marais qui, combiné à la chaleur estivale, a provoqué une épidémie mortelle parmi les forces françaises. Il y eut beaucoup de morts, dont de Foix lui-même le 15 août, passant le commandement des forces françaises à Louis, comte de Vaudémont, qui mourut également de maladie quelques jours plus tard, passant finalement le commandement au marquis Michel-Antoine de Saluces. 
Les Français abandonnèrent le siège fin août et tentèrent de se replier sur Aversa, mais furent interceptés par une force impériale, qui captura Charles de Navarre et l'ingénieur militaire Pedro Navarro. Navarro a été emprisonné à Castel Nuovo, où il a été étranglé ou pendu dans le mois .

## Toponymie napolitaine
La colline connue sous le nom de Poggioreale, était autrefois appelée monte di Leutrecco ou « Lo Trecco », d'après le surnom italien attribué à Odet de Foix. Par la suite le nom est transformé en « Trivice », incorrectement translittéré en italien en « Tredici ».